# Icemark
Icemark (The Cry of the Icemark) è un romanzo fantasy per ragazzi del 2005 scritto da Stuart Hill. È stato pubblicato per la prima volta in italiano nello stesso anno.
Narra della principessa Thirrin, che, morto suo padre, si troverà a dover portare il fardello di governare il suo Stato, per l'appunto, Icemark. In più dovrà fermare l'invasione di Scipio Bellorum, un generale furbissimo al servizio dell'Impero che vuole conquistare Icemark. Il seguito del romanzo è intitolato Lama di fuoco.

## Trama
Le scene narrate si svolgono in un ambiente immaginario, che presenta però affinità con il nostro: ricorda il mondo latino. Icemark è un piccolo paese delimitato a Nord dalla Terra dei Fantasmi, ad Est e ad Ovest dal mare e a sud dal potente e temibile Impero Polypontus (dove si notano chiari riferimenti all'Impero Romano). A causa della locazione nordica, gli inverni di Icemark sono molto freddi e rigidi. Essi offrono un'ottima difesa, ma un anno, in occasione della festa dello Yule( nostro capodanno)che coincide con il compleanno della principessa Thirrin (erede al trono del Paese), tardano ad arrivare; quando le legioni del Polypontus muovono guerra contro Icemark, il re Redrought, padre di Thirrin, è costretto a partire per la guerra, lasciando Thirrin alla guida del Paese, con il valido aiuto di un ragazzo, Oskan figlio di strega. L'inverno sopraggiunge e quando il padre di Thirrin muore, la nuova regina ha il tempo di riorganizzarsi e di formare una nuova resistenza stringendo alleanze con i popoli più impensati quali uomini-lupo (con i quali Icemark aveva avuto una guerra guidata dallo stesso Redrought), vampiri e leopardi delle nevi. L'esito della guerra verrà deciso nella stagione seguente in un ultimo, emozionante scontro, ai piedi della capitale Frostmarris.

## Personaggi principali
Thirrin Freer Fortebraccio Scudotiglio, Gatta Selvatica Del Nordimpavida e coraggiosa monarca di Icemark, con l'unico difetto di essere un po' timida e scontrosa.
Oskan figlio di Stregaconsigliere più fidato e miglior amico di Thirrin, personaggio importantissimo all'interno della storia. più avanti diventerà Oskan lo stregone.
Redroughtre di Icemark, saggio e potente, protagonista di un avvincente scontro fra il suo esercito ed uno dei tanti del Polypontus, prima della sopraggiunta dell'inverno.
Maggiore Totusprecettore di Thirrin e secondo consigliere reale. Amico fidato e giusto.
Tharaman Tharre dei Leopardi delle Nevi, anch'egli saggio e premuroso nei confronti di Thirrin. Valido alleato.
Grishmak Bevisanguere del Popolo Lupo, capo fedele nel bisogno, alla guida di una stirpe leale, nobile e valorosa.
Scipio Bellorumgenerale supremo del Polypontus, comandante astutissimo e terribile: non ha mai perso una battaglia e tantomeno una guerra: non intende perderla ora.
Le Loro Maestà Vampireovvero il re Vampiro e la regina Vampiro, i sovrani della Terra dei Fantasmi, vampiri che da più di 1000 anni governano sui non-morti, offriranno (specialmente in Lama di Fuoco) il loro aiuto per sconfiggere Bellorum

## Edizioni
- Stuart Hill, Icemark, collana Narrativa, Fabbri, 2005,  p. 532.